# McRib

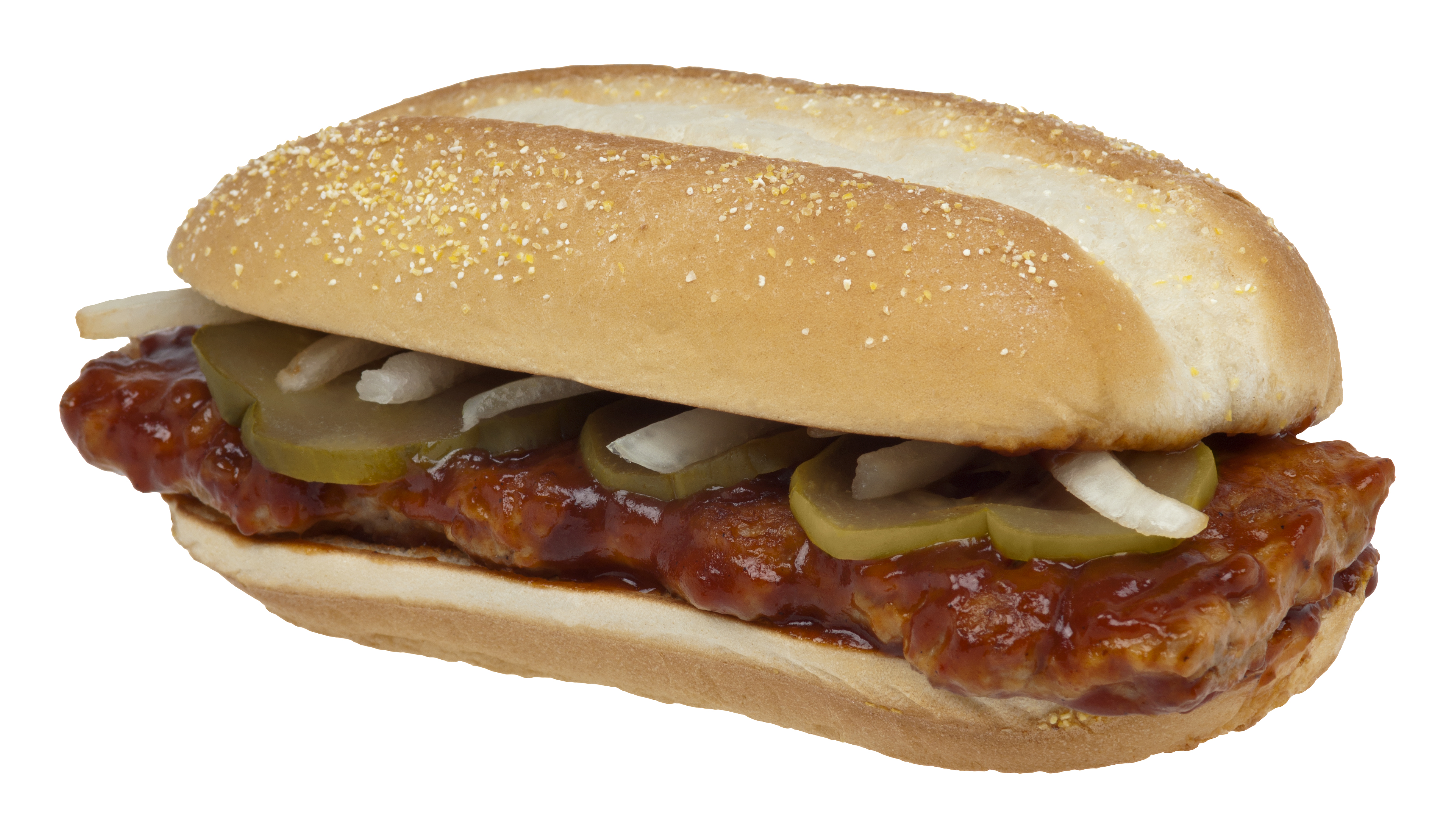
McRib (2011)

Der McRib ist ein Produkt der US-amerikanischen Fastfoodkette McDonald’s. Er besteht aus Formfleisch bzw. aus größeren Schweinefleischstücken, die in Form gepresst an Rippchen (engl.: ribs) erinnern, hinzu kommen Gewürzgurken- und Zwiebelscheiben, eine Barbecuesauce – die durch ihr Raucharoma an ein Grillprodukt erinnern soll – sowie ein längliches, mit Maisgries bestreutes weiches Weizenbrötchen der USA-typischen Brötchensorte Bun.
Erfunden wurde der McRib von dem luxemburgischen Koch René Arend, der auch schon die McNuggets kreierte; die Voraussetzung für das derartige Verwenden von Schweinefleisch schuf Roger Mandigo in den 1970er-Jahren durch ein besonderes Herstellungsverfahren.
Der McRib wurde erstmals 1981 in den US-amerikanischen Restaurants verkauft, erreichte aber nur mäßigen Absatz und wurde 1985 in den USA sowie teils später in anderen Ländern aus dem Sortiment genommen, um seit 1989 teils als Aktionsartikel, teils vorübergehend als festes Element der Speisekarten bis in die 2010er-Jahre immer wieder zurückzukehren.
In einem deutschen Werbespot aus dem Jahr 1984 wurde der McRib mit drei unterschiedlich wählbaren Soßen beworben: „Curry-, Senf-, oder Western-Sauce“. Er wird heute in Deutschland als ein „Klassiker“ verkauft.